# Swertia pseudopetiolata
Swertia pseudopetiolata är en gentianaväxtart som beskrevs av Pissjaukova. Swertia pseudopetiolata ingår i släktet Swertia och familjen gentianaväxter. Inga underarter finns listade i Catalogue of Life.